# Altea
Cet article possède des paronymes, voir Althaea et Althéa.

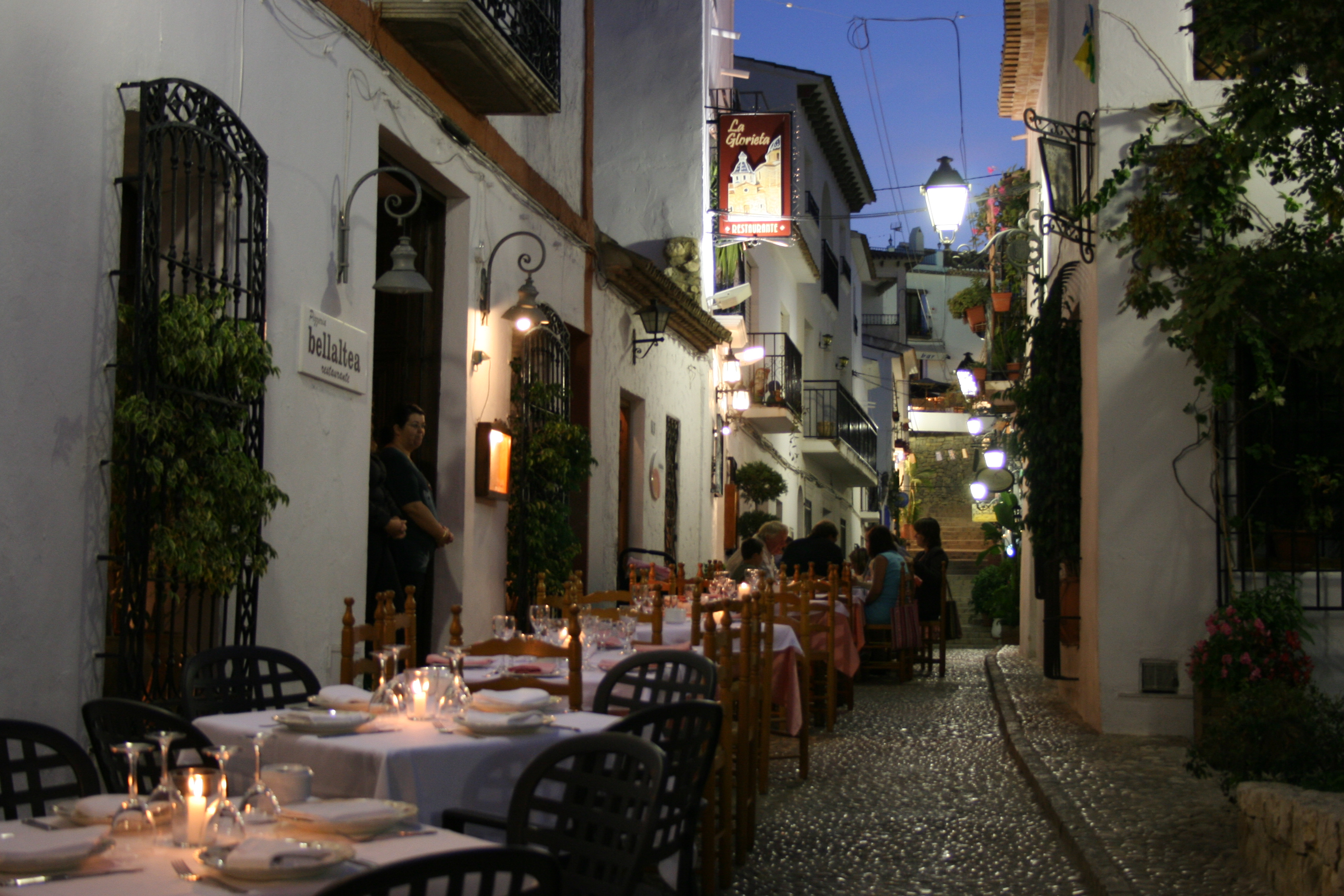
Rue d´Altea de nuit

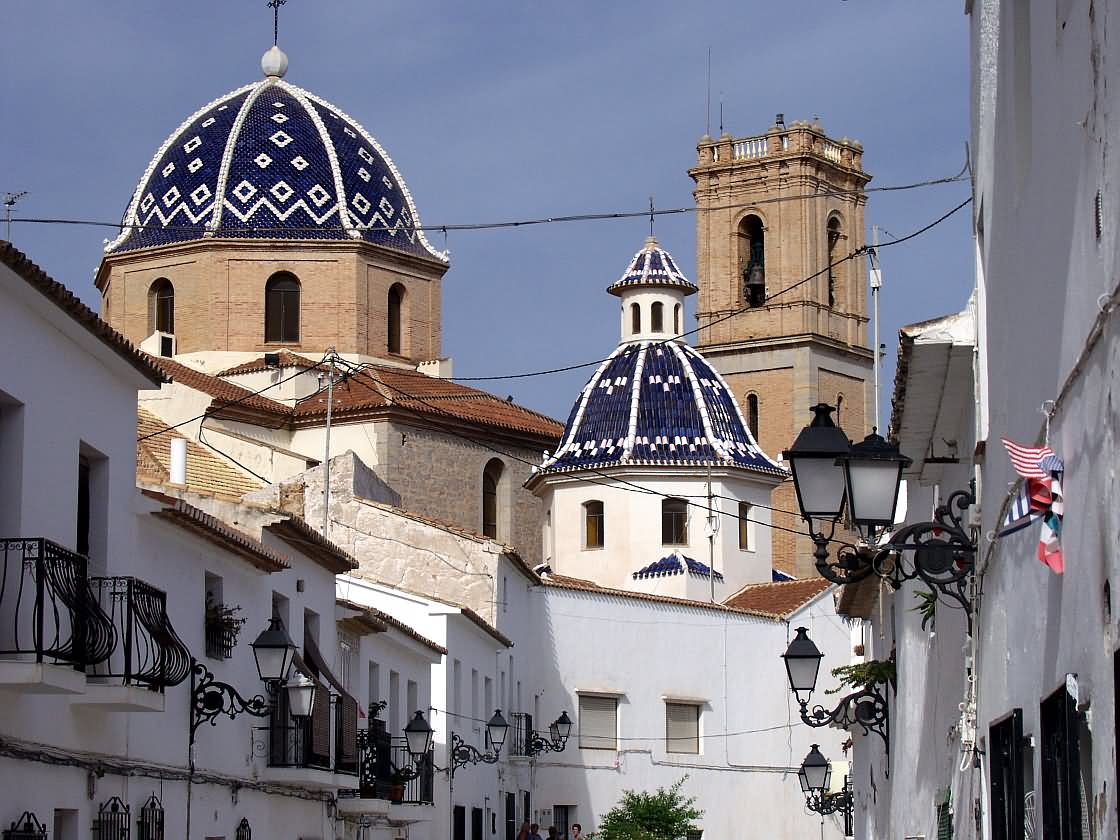
La Mare de Déu del Consol

Altea (en castillan et en valencien) est une commune d'Espagne de la province d'Alicante dans la Communauté valencienne. Elle est située dans la comarque de la Marina Baixa et dans la zone à prédominance linguistique valencienne. Altea est sur la côte de la Mer Méditerranée appelée la Costa Blanca.
De nos jours, l'économie d´Altea est basée principalement sur le tourisme qui s´est développé dans les années 1950 grâce au climat et aux plages de la région. La ville est protégée au nord par la Serra Bernia, qui lui permet de profiter d´un microclimat particulièrement doux.

## Géographie

Localisation d'Altea
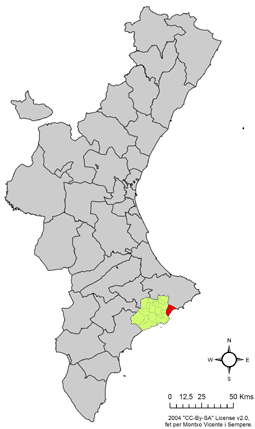
dans la Communauté valencienne.
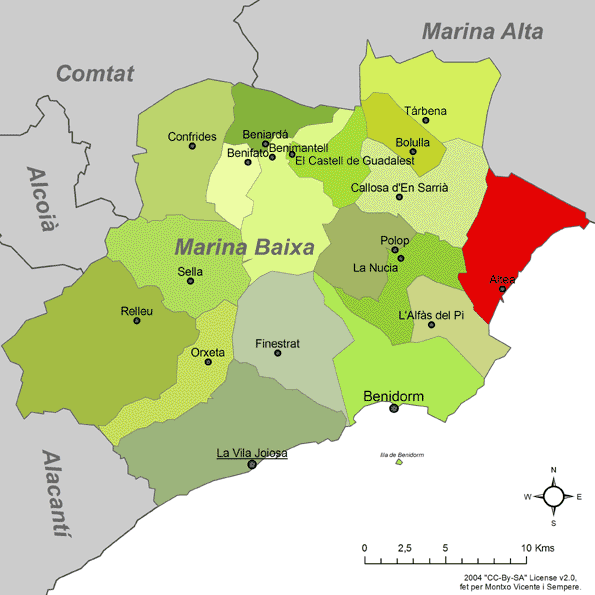
dans la comarque de la Marina Baixa.

## Histoire
La région voit l'établissement d'un comptoir grec appelé Althaia (du nom d'Althée) permettant de commercer avec les Ibères locaux.
Pendant la domination mauresque, la région fait partie de la taïfa de Dénia jusqu'à sa libération en 1244. La ville est alors sommairement fortifiée et des murs sont érigés pour protéger la partie aujourd'hui connue sous le nom de vieille ville et qui se présente sous la forme d'un labyrinthe de petites ruelles étroites et tortueuses. L'un des principaux monuments de la ville est l'église de La Mare de Déu del Consol, facilement identifiable par ses dômes bleu et blancs couverts de tuiles de céramiques.

## Personnalités liées à la ville
- Juan Navarro Ramón (1903-1989), artiste peintre né à Altea.

## Aire protégée
- Parc naturel de la Sierra Helada

## Jumelages
- Aurillac (France) depuis 1992
- Arpajon-sur-Cère (France) depuis 1992
- Granville (France) dans le cadre du douzelage depuis 1991.

### Sources
- (en) Cet article est partiellement ou en totalité issu de l’article de Wikipédia en anglais intitulé « Altea » (voir la liste des auteurs).